# Ottfried Hennig

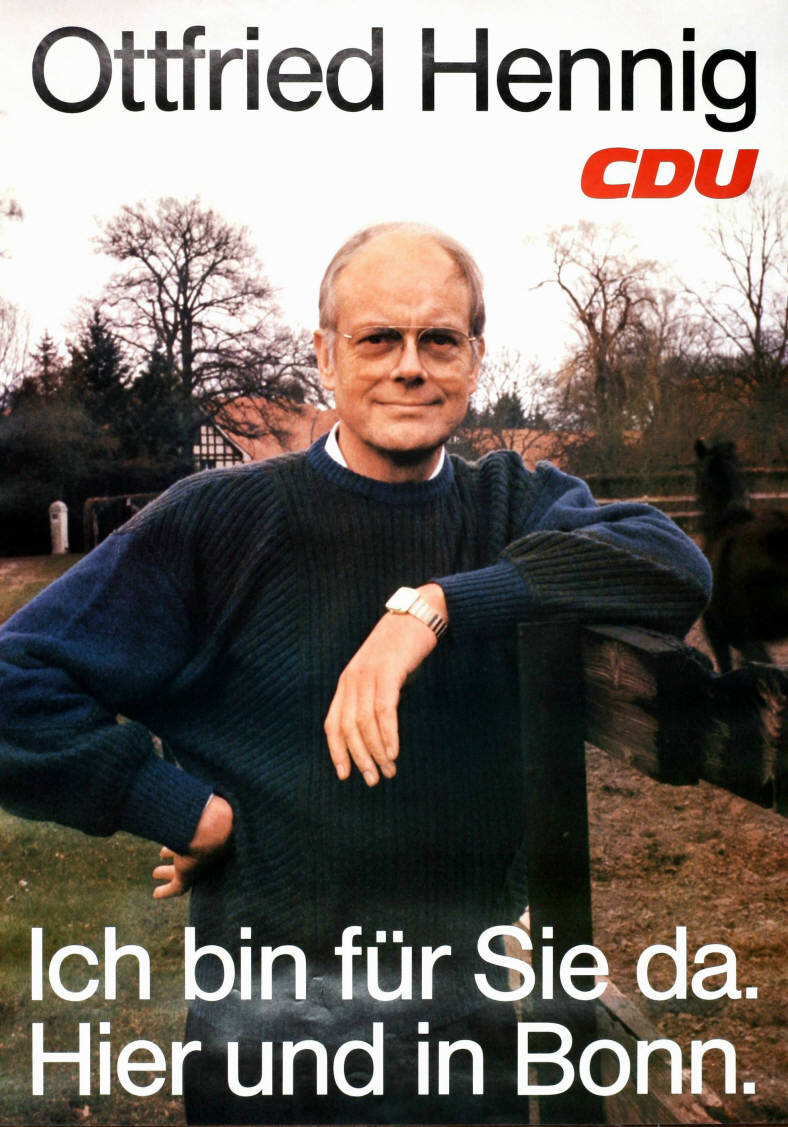
Kandidatenplakat zur Bundestagswahl 1987

Ottfried Hennig (* 1. März 1937 in Königsberg/Ostpreußen; † 19. Oktober 1999 in Bonn) war ein deutscher Politiker (CDU). Er war von 1982 bis 1991 Parlamentarischer Staatssekretär beim Bundesminister für innerdeutsche Beziehungen und von Januar 1991 bis April 1992 beim Bundesminister der Verteidigung.

## Leben
Nach der Vertreibung der Familie aus Ostpreußen machte Hennig 1957 am Alten Gymnasium Flensburg das Abitur. Anschließend absolvierte er ein Studium der Rechtswissenschaft und der Volkswirtschaftslehre in Freiburg im Breisgau und Kiel, das er 1962 mit dem ersten Staatsexamen beendete. In Freiburg wurde er Mitglied des Corps Suevia. Danach war er wissenschaftlicher Assistent am Lehrstuhl für Ostrecht von Boris Meissner und begann 1963 eine Tätigkeit bei der Bundesgeschäftsstelle der CDU. Dort war er zuletzt Leiter des Referats für Rundfunk und Fernsehen. Von 1967 bis 1971 war er persönlicher Referent des Vorsitzenden der CDU/CSU-Bundestagsfraktion Rainer Barzel.
1976 promovierte er mit der Arbeit Die Bundespräsenz in West-Berlin – Entwicklung und Rechtscharakter zum Dr. jur. an der Universität zu Köln.

### Politik
Seit 1961 war Hennig Mitglied der CDU, von 1972 bis 1973 war ihr Bundesgeschäftsführer. Von April 1989 bis März 1997 war er Landesvorsitzender der CDU in Schleswig-Holstein. Von 1969 bis 1975 gehörte er dem Kreistag des Rhein-Sieg-Kreises an und war dort zuletzt auch Vorsitzender der CDU-Fraktion.
Von 1976 bis zu seiner Mandatsniederlegung am 31. Mai 1992 war Hennig Mitglied des Deutschen Bundestages. 1976 wurde er im Wahlkreis Bielefeld I sowie 1980, 1983 und 1987 im Wahlkreis Gütersloh direkt gewählt. Bei der Bundestagswahl 1990 zog er über die Landesliste Schleswig-Holstein der CDU in den Bundestag ein.
Am 4. Oktober 1982 wurde Hennig als Parlamentarischer Staatssekretär beim Bundesminister für innerdeutsche Beziehungen in die von Bundeskanzler Helmut Kohl geführte Bundesregierung berufen. Nach der Bundestagswahl 1990 wechselte er am 24. Januar 1991 in gleicher Funktion zum Bundesminister der Verteidigung. Nach dem Rücktritt von Verteidigungsminister Gerhard Stoltenberg schied auch Hennig am 1. April 1992 aus der Regierung aus.
Bei den Landtagswahlen in Schleswig-Holstein 1992 und 1996 war er Spitzenkandidat der CDU für das Amt des Ministerpräsidenten. Er konnte sich jedoch gegen die jeweiligen Amtsinhaber Björn Engholm und Heide Simonis (beide SPD) nicht durchsetzen. Von 1992 bis zur Niederlegung seines Mandates am 5. Mai 1997 war er Mitglied des Landtages von Schleswig-Holstein als Vorsitzender der CDU-Fraktion und Oppositionsführer. Er zog 1992 über die Landesliste und 1996 als direkt gewählter Abgeordneter des Wahlkreises Rendsburg-Ost ein.
Hennigs sachlicher Politikstil und seine integre Persönlichkeit trugen dazu bei, dass die durch die Barschel-Affäre erschütterte Landes-CDU wieder Fuß fassen konnte.

### Sonstiges
Hennig gehörte von 1969 bis 1973 sowie von 1984 bis zu seinem Tode dem Verwaltungsrat des Deutschlandfunks an. Von 1979 bis 1990 war er Sprecher (Bundesvorsitzender) der Landsmannschaft Ostpreußen. Von diesem Amt zog er sich auf einer Sondersitzung der Ostpreußischen Landesvertretung (OLV) im September 1990 zurück. Eine Mehrheit der OLV anerkannte zwar die Unvermeidlichkeit der Grenzanerkennung im Zuge der Wiedervereinigung Deutschlands, missbilligte aber die Zustimmung Hennigs als dem gewählten Sprecher der Ostpreußen zum Grenzanerkennungsvertrag mit Polen auf der Bundestagssitzung am 21. Juni 1990. Hennigs Nachfolger in dieser Funktion wurde zunächst (kommissarisch) Harry Poley, dann ab 1992 Wilhelm von Gottberg.
Von 1997 bis 1999 war Hennig Generalsekretär der Konrad-Adenauer-Stiftung.
Ottfried Hennig war verheiratet und hatte ein Kind. Er erlag im Alter von 62 Jahren einem Krebsleiden.